# Aniołka Druga
Aniołka Druga – osada w Polsce położona w województwie wielkopolskim, w powiecie kępińskim, w gminie Trzcinica.
W latach 1975–1998 miejscowość należała administracyjnie do województwa kaliskiego.